# 斯科萊布林冰川
72°6′S 3°52′E / 72.100°S 3.867°E
斯科萊布林冰川，是南極洲的冰川，位於毛德皇后地的瑪塔公主海岸，屬於穆利格-霍夫曼山脈的一部分，由挪威製圖師根據該國探險隊的測量和拍攝的空中照片繪入地圖，現時由南極條約體系管理。